# ميرسي أكيدي
ميرسي أكيدي (بالإنجليزية: Mercy Akide)‏ (26 أغسطس 1975)، لاعبة كرة قدم نيجيرية سابقة، وهي هدافة منتخب نيجيريا لكرة القدم للسيدات

## روابط خارجية
- ميرسي أكيدي على موقع IMDb (الإنجليزية)
- ميرسي أكيدي على موقع الاتحاد الدولي (مؤرشف)  (الإنجليزية)
- ميرسي أكيدي على موقع إي إس بي إن إف سي (الإنجليزية)
- ميرسي أكيدي على موقع قاعدة بيانات كرة القدم.إي يو (الإنجليزية)
- ميرسي أكيدي على موقع بيانات كرة القدم. دي إي (الألمانية)
- ميرسي أكيدي على موقع عالم كرة القدم.نت (الإنجليزية)
- ميرسي أكيدي على موقع اللجنة الأولمبية الدولية (الإنجليزية)
- ميرسي أكيدي على موقع أوليمبيديا (الإنجليزية)